# Mhère
Mhère – miejscowość i gmina we Francji, w regionie Burgundia-Franche-Comté, w departamencie Nièvre.
Według danych na rok 1990 gminę zamieszkiwało 310 osób, a gęstość zaludnienia wynosiła 12 osób/km² (wśród 2044 gmin Burgundii Mhère plasuje się na 606. miejscu pod względem liczby ludności, natomiast pod względem powierzchni na miejscu 259.).